# The Sky Moves Sideways
The Sky Moves Sideways es el tercer álbum de estudio de la banda inglesa de rock progresivo Porcupine Tree, editado en febrero de 1995. A menudo se compara este disco con Wish You Were Here de Pink Floyd, ya que tienen la misma estructura, con canciones largas al comienzo y al final del disco. The Sky Moves Sideways fue el primer álbum de la banda en ser editado en los Estados Unidos, y el primero también en el que participan más músicos aparte de su principal compositor, Steven Wilson. La adición de los nuevos miembros tuvo lugar cuando el disco estaba casi grabado en su totalidad. Solo "Stars Die" fue compuesta por todos los miembros de la banda (Richard Barbieri, Colin Edwin y Chris Maitland) además de Wilson, y fue incluida en la edición estadounidense, ya que la británica ya había sido distribuida. "Stars Die" salió a la luz en este país como sencillo.
The Sky Moves Sideways fue reeditado en 2004, con las pistas de batería del disco grabadas por el nuevo baterista de la banda, Gavin Harrison, quien había sustituido a Chris Maitland dos años antes.

## Lista de canciones

### Edición delReino Unido
1. "The Sky Moves Sideways (Phase One)" – 18:37
2. "Dislocated Day" – 5:24
3. "The Moon Touches Your Shoulder" – 5:40
4. "Prepare Yourself" – 1:58
5. "Moonloop" – 17:04
6. "The Sky Moves Sideways (Phase Two)" – 16:46

### Edición deEstados Unidos
"The Sky Moves Sideways (Phase One)"
1. "The Colour of Air"
2. "I Find That I'm Not There"
3. "Wire the Drum"
4. "Spiral Circus"
5. "Stars Die"
6. "Moonloop"
7. "Dislocated Day"
8. "The Moon Touches Your Shoulder"
"The Sky Moves Sideways Phase Two"
9. "Is... Not"
10. "Off the Map"

### Reedición de 2004

#### Disco 1
1. "The Sky Moves Sideways (Phase One)" – 18:39
2. "Dislocated Day" – 5:24
3. "The Moon Touches Your Shoulder" – 5:40
4. "Prepare Yourself" – 1:58
5. "The Sky Moves Sideways (Phase Two)" – 16:48

#### Disco 2
1. "The Sky Moves Sideways (Versión alternativa)" – 34:42
2. "Stars Die" – 5:01
3. "Moonloop (Improvisación)" – 16:10
4. "Moonloop (Coda)" – 4:52

- Datos: Q2739056